# Distrikt Quellouno
Der Distrikt Quellouno (alternative Schreibweise: Distrikt Quelloúno) liegt in der Provinz La Convención der Region Cusco in Südzentral-Peru. Der hispanisierte Name leitet sich aus der Quechua-Sprache ab: Q'illuunu für „gelbes Wasser“. Der Distrikt Quellouno wurde am 1. Oktober 1986 gegründet. Er hat eine Fläche von 799,68 km². Beim Zensus 2017 lebten 13.311 Einwohner im Distrikt. Im Jahr 1993 lag die Einwohnerzahl bei 11.197, im Jahr 2007 bei 15.032. Die Distriktverwaltung befindet sich in der 800 m hoch gelegenen Kleinstadt Quellouno mit 1496 Einwohnern (Stand 2017).

## Geographische Lage
Der Distrikt Quellouno liegt im zentralen Osten der Provinz La Convención, etwa 120 km nordwestlich der Regionshauptstadt Cusco. Der Distrikt wird von mehreren zwischen 2000 m und 4000 m hohen Gebirgsketten der peruanischen Ostkordillere in Ost-West-Richtung durchzogen. Die Río-Urubamba-Nebenflüsse Río Yanatile und Río Yavero durchfließen den Distrikt in westlicher Richtung.
Der Distrikt Quellouno grenzt im Süden, Westen und Norden an den Distrikt Echarati sowie im Osten an den Distrikt Manu in der Provinz Manu der Region Madre de Dios, an den Distrikt Yanatile (Provinz Calca) und an den Distrikt Ocobamba.